# Geografia Malezji

Położenie Malezji

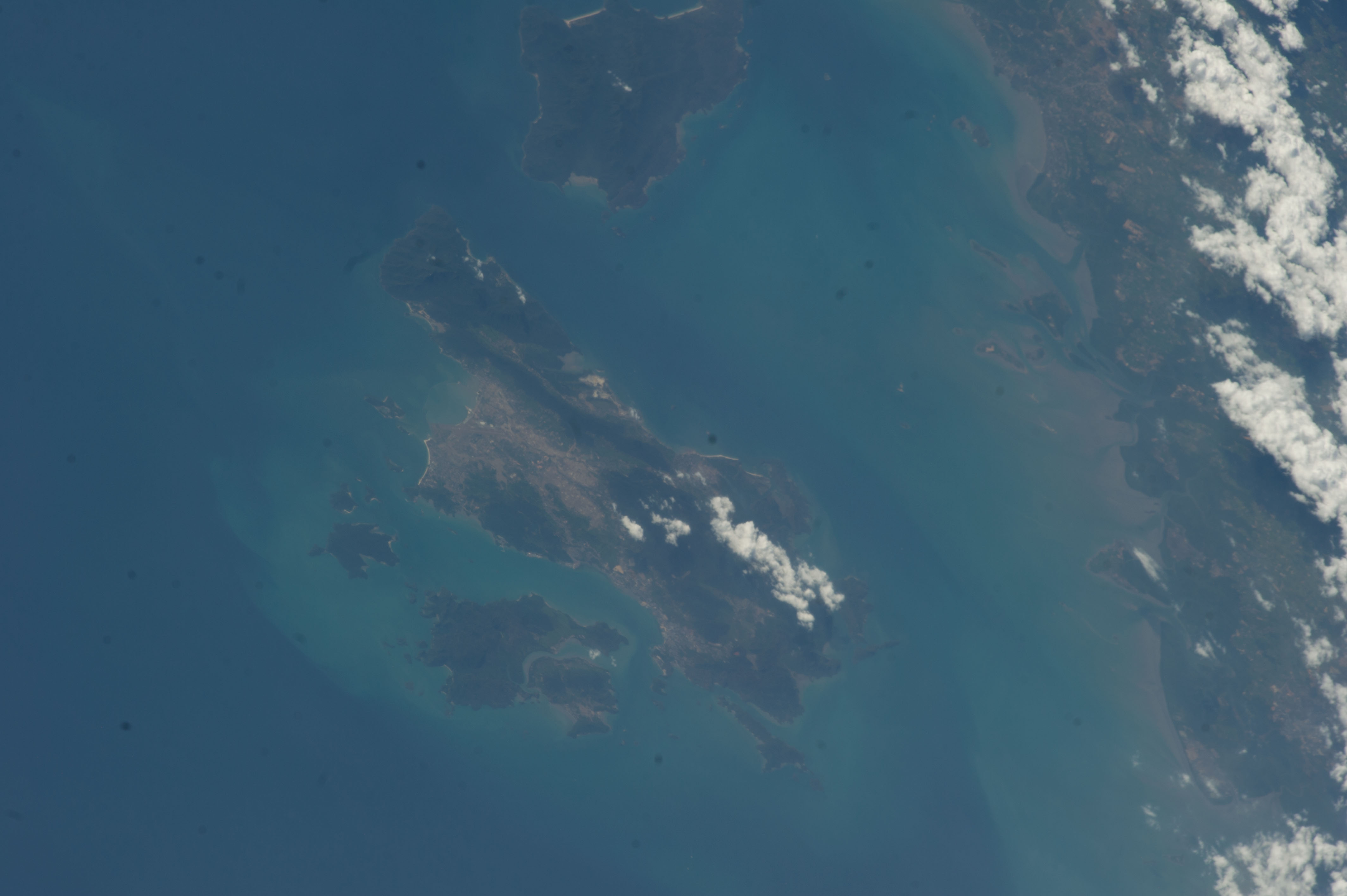
Malezja – zdjęcie satelitarne

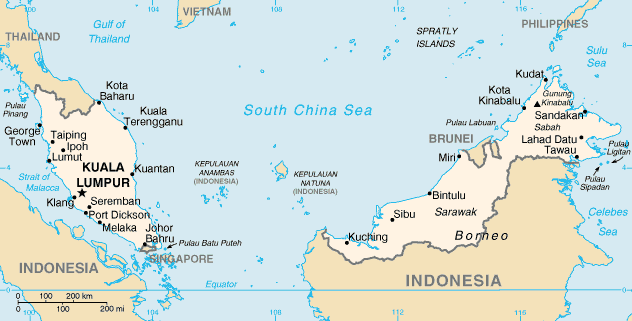
Mapa Malezji

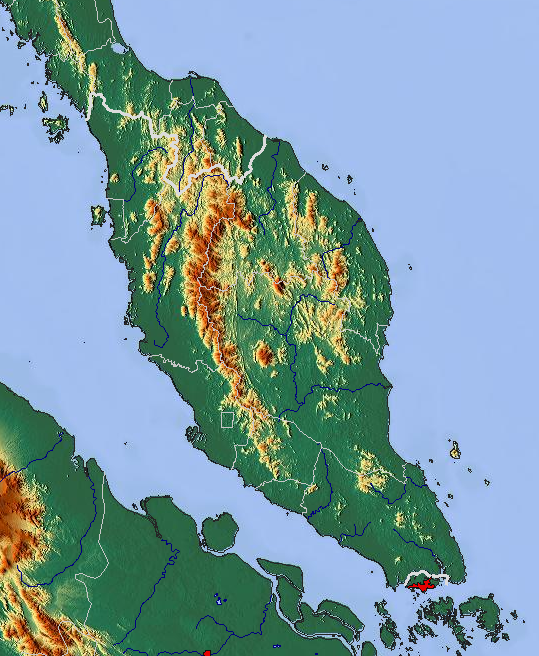
Malezja Zachodnia – mapa topograficzna

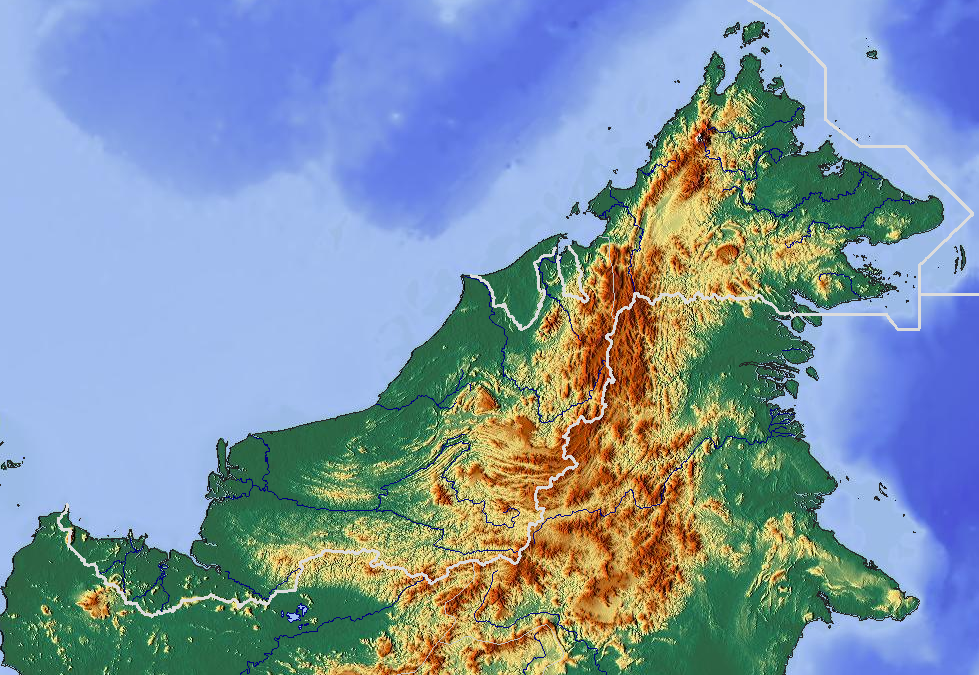
Malezja Wschodnia – mapa topograficzna

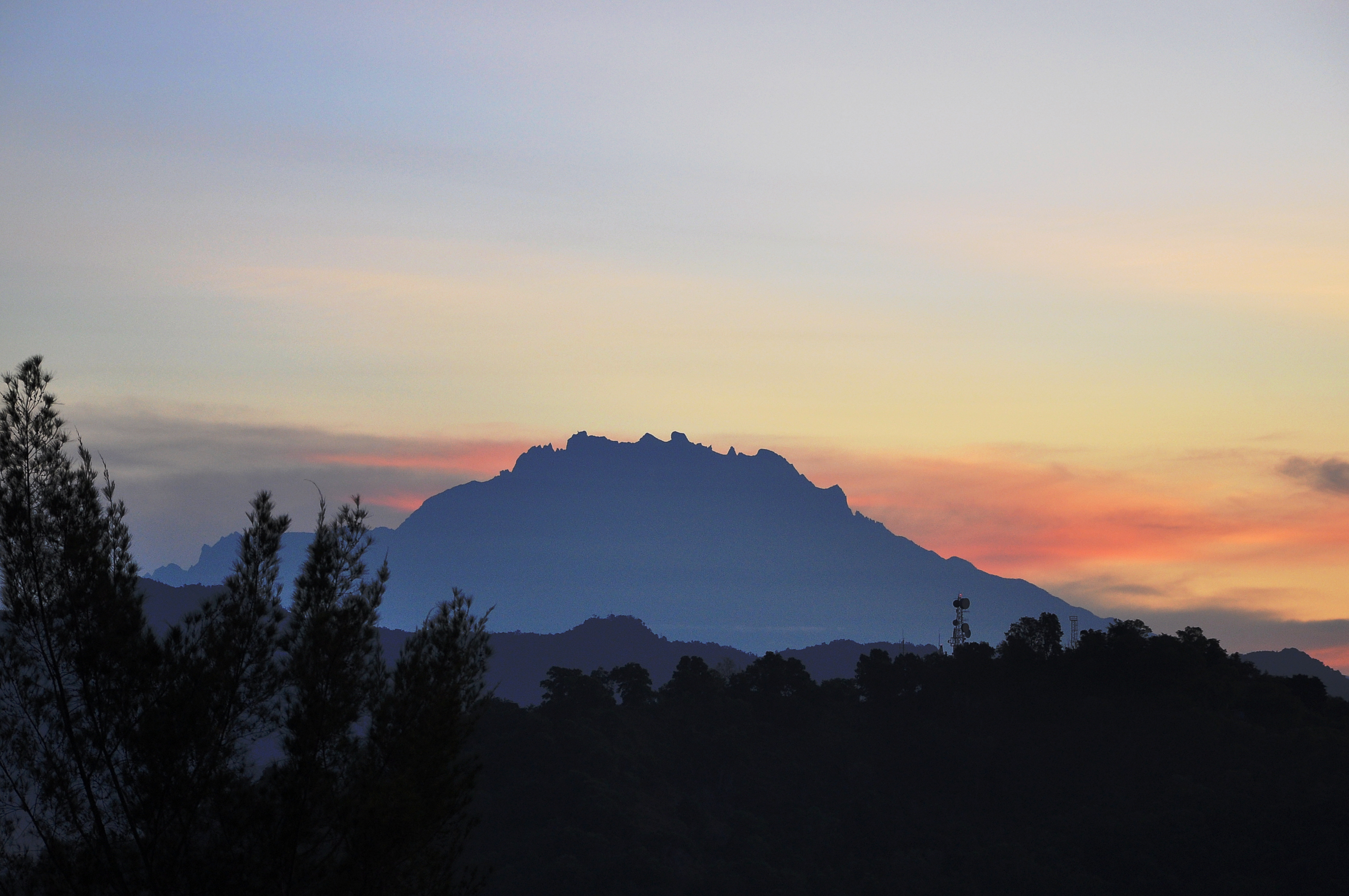
Gunung Kinabalu

Klimat Malezji według klasyfikacji klimatów Köppena

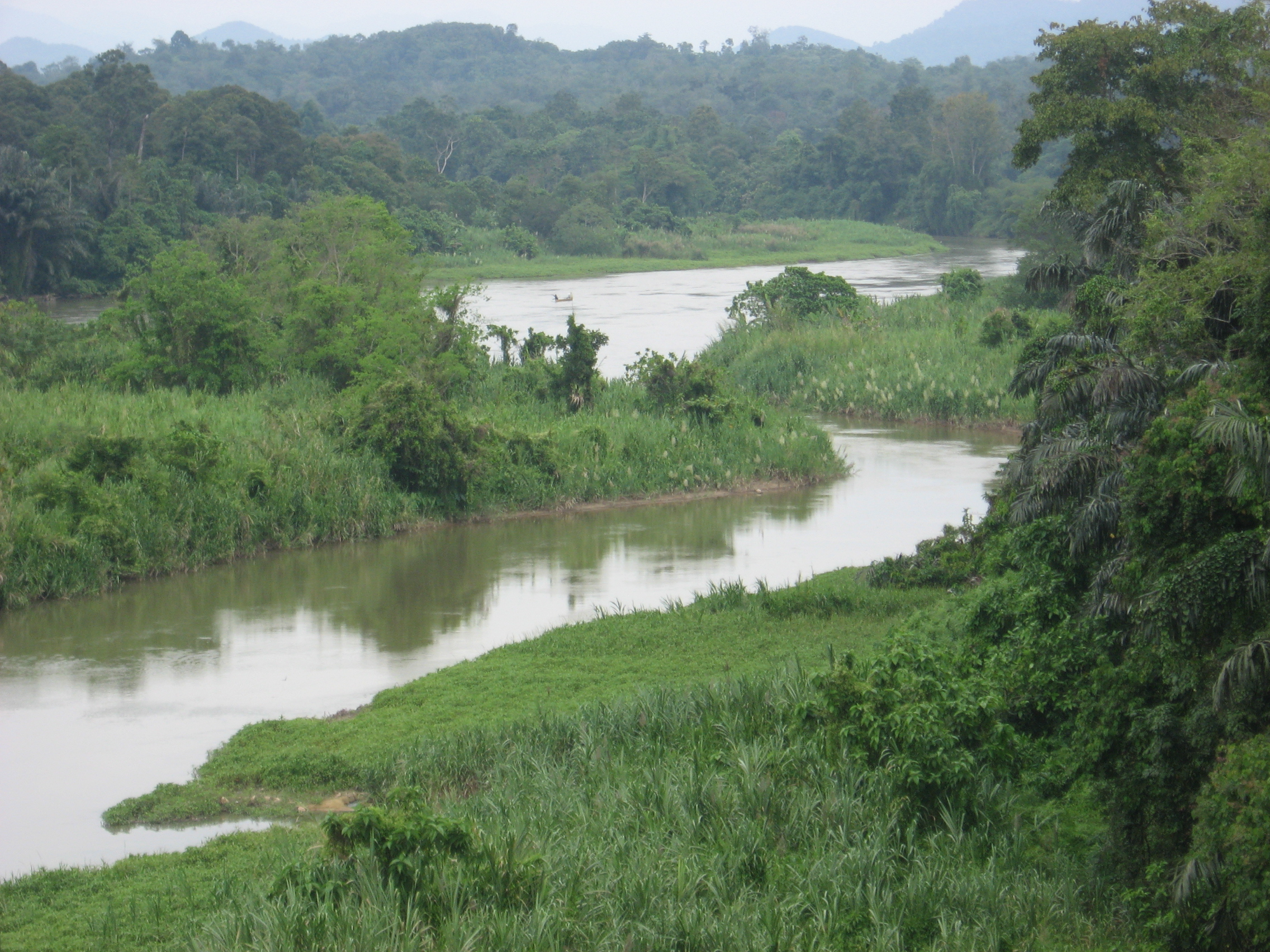
Sungei Perak

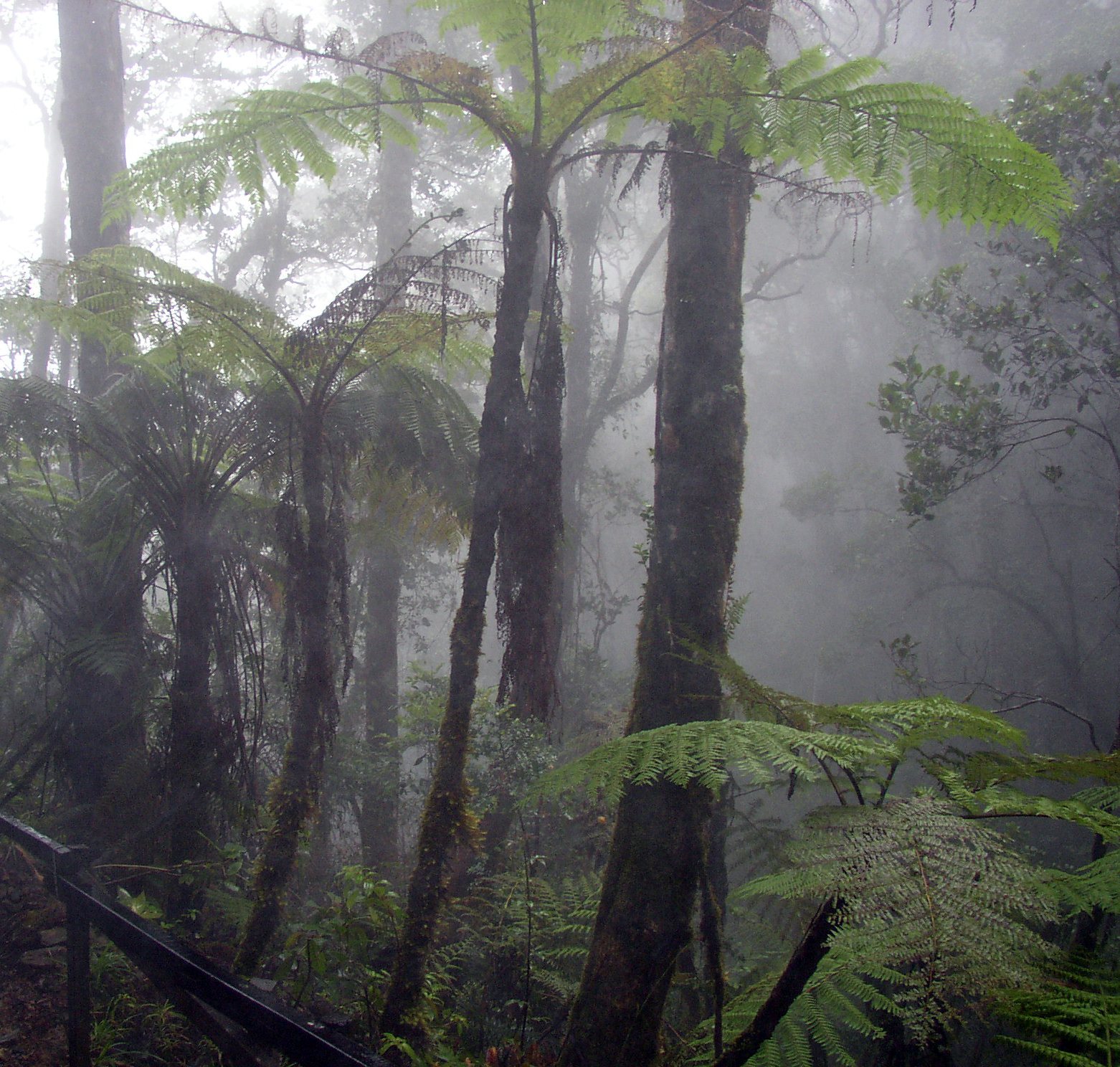
Las tropikalny w Malezji

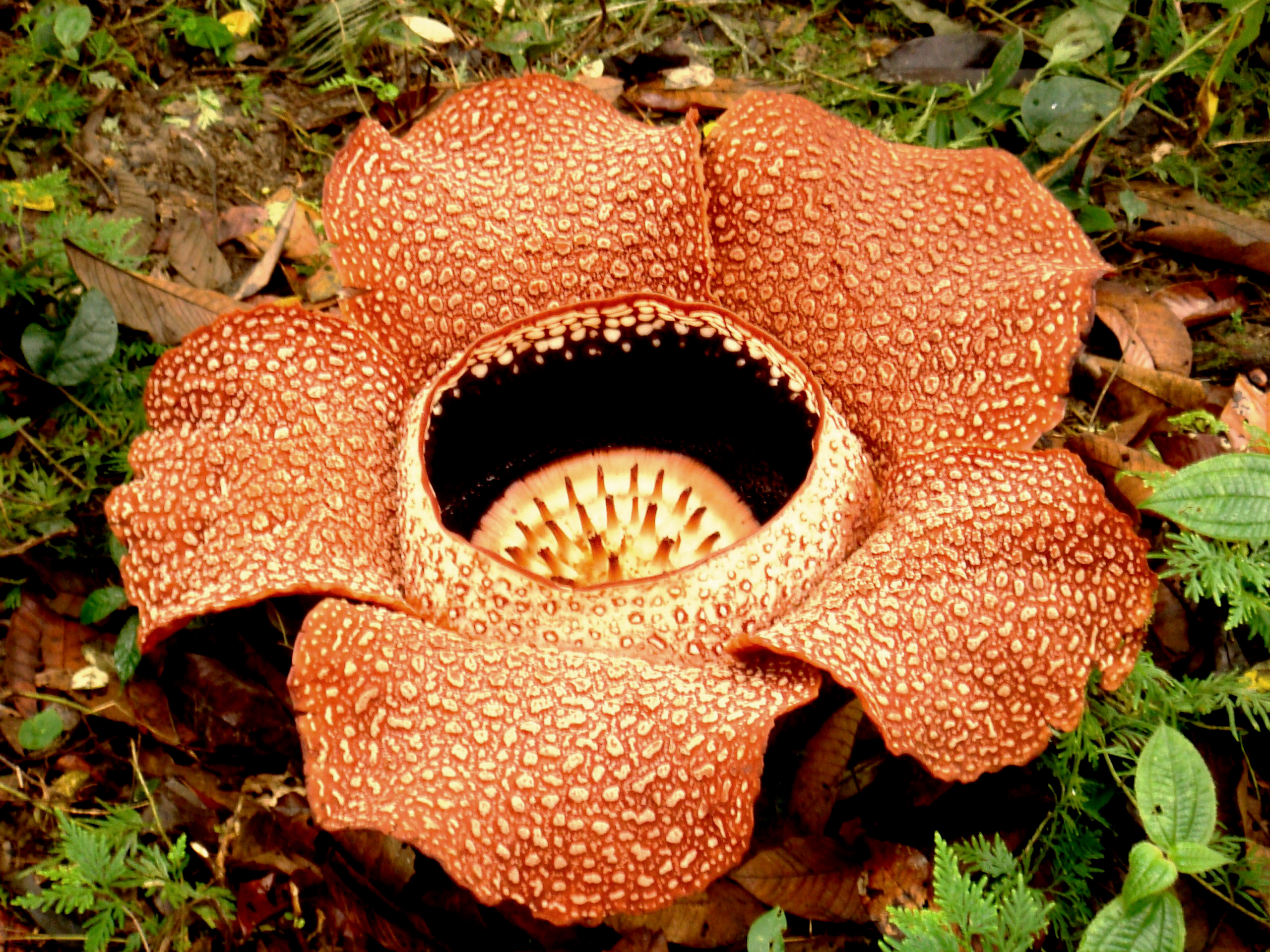
Bukietnica Arnolda

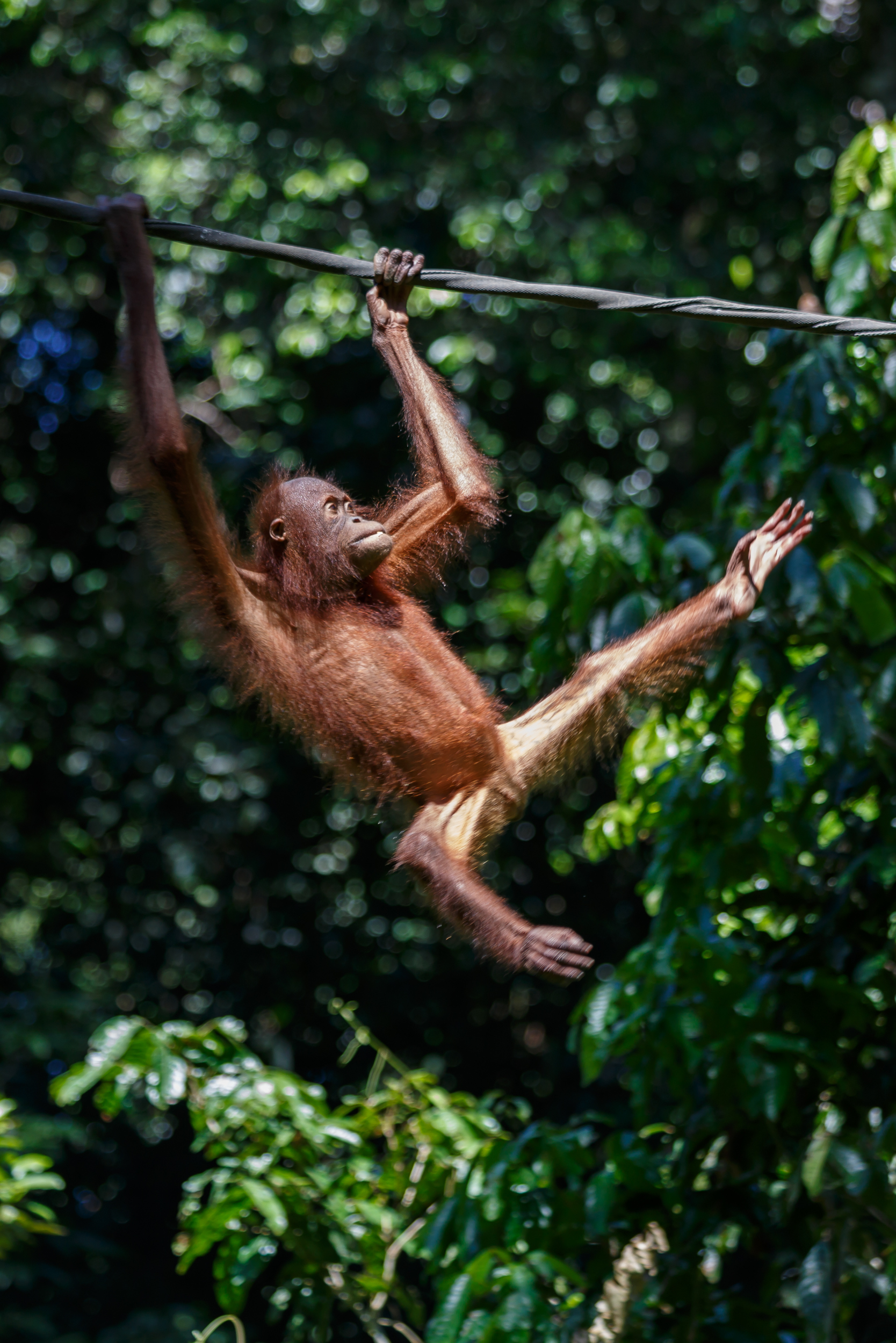
Orangutan w rezerwacie Sepilok

Geografia Malezji – dziedzina nauki zajmująca się badaniem Malezji pod względem geograficznym.
Malezja leży w Azji Południowo-Wschodniej, obejmuje część kontynentalną na Półwyspie Malajskim i część wyspiarską na Borneo. Ponad 50% powierzchni kraju zajmują wiecznie zielone lasy tropikalne. Malezja zaliczana jest do krajów rozwijających się o wysokim tempie rozwoju gospodarczego.

## Położenie i powierzchnia
Malezja leży w Azji Południowo-Wschodniej, na północ od równika, obejmuje część kontynentalną na Półwyspie Malajskim (Malezja Zachodnia) i część wyspiarską – północną część Borneo (Malezja Wschodnia) .
Od północy, na Półwyspie Malajskim, graniczy z Tajlandią (granica ma długość 595 km ), a na Borneo na południu z Indonezją (1881 km ) a na północy z enklawą Brunei (266 km ). Przy południowym krańcu Półwyspu Malajskiego leży na wyspie Singapur, z którym Malezja Zachodnia połączona jest groblą komunikacyjną Johor-Singapur i mostem . Pomiędzy Malezją Wschodnią obejmującą dwa największe stany Sarawak i Sabah a Malezją Zachodnią rozciąga się Morze Południowochińskie .
Powierzchnia kraju wynosi 329 847 km² (328 657 km² zajmuje ląd a 1190 km² wody) . Długość linii brzegowej to 4675 km .

## Budowa geologiczna i rzeźba terenu
Ponad połowę powierzchni kraju stanowią tereny górskie i wyżynne .

### Malezja Zachodnia
W Malezji Zachodniej na Półwyspie Malajskim ciągną się południkowo zerodowane i silnie rozczłonkowane pasma górskie . Największym z nich jest Główny Grzbiet  – Banjaran Titiwangsa, biegnący na długości 480 km , którego najwyższy szczyt Gunung Korbu wznosi się na 2183 m n.p.m.  Za nim ciągną się pasma Keledang, Banjaran Bintang, Benom i Tahan, gdzie znajduje się najwyższy szczyt Półwyspu Malajskiego Gunung Tahan (2190 m n.p.m.) . Pasma te zbudowane są z granitów, kwarcytów, łupków i wapieni . Występują tu liczne zjawiska krasowe . Ponad połowa malezyjskiej części półwyspu wznosi się na ponad 150 m n.p.m. 
Wzdłuż wybrzeży Malezji Zachodniej ciągną się rozległe, zabagnione niziny ; na zachodzie niziny biegną pasem o szerokości 15–80 km, na wschodzie dużo węższym . Równoległe do linii brzegowej wschodniego wybrzeża ciągną się piaszczyste wały o długości ok. 20 km .
U wybrzeży leżą niewielkie wyspy, m.in. Penang i Pulau Tioman .

### Malezja Wschodnia
W Malezji Wschodniej dominują liczne, silnie rozczłonkowane pasma górskie z najwyższym masywem – Górami Crockera, gdzie znajduje się najwyższy szczyt kraju – Gunung Kinabalu (4101 m n.p.m.) . Góry Crockera zostały wypiętrzone podczas orogenezy alpejskiej i zbudowane są przede wszystkim z piaskowców i wapieni . Obszar Gunung Kinabalu podlega ochronie – powstał tu Park Narodowy Kinabalu, który w 2000 roku został wpisany na listę światowego dziedzictwa UNESCO.
Wzdłuż wybrzeży Borneo ciągnie się pas nadmorskich nizin, gdzie tak jak w przypadku Malezji Zachodniej tak i tu w wielu miejscach niziny są silnie zabagnione . W stanie Sarawak niziny biegną pasem o szerokości 30–60 km, a w stanie Sabah – 15–30 km .
U wybrzeży leżą niewielkie wyspy, m.in. Pulau Banggi i Pulau Labuan .

## Klimat
Cały obszar Malezji leży w pasie klimatu równikowego, gdzie cyrkulacja monsunowa ma istotny wpływ na pogodę  . Stałym elementem jest bardzo wysoka względna wilgotność powietrza – 80–95%, wysokie temperatury powietrza i obfite opady .
Średnia temperatura miesięczna to 26–28 °C . W Malezji Zachodniej średnia temperatura roczna wynosi 27 °C na nizinach . Na wybrzeżu Malezji Wschodniej temperatury wahają się do 23 °C do 32 °C .
Średnia roczna suma opadów wynosi 2000–3000 mm, przy czym na zachodnich stokach gór do ok. 4000 mm . W Malezji Zachodniej średnia roczna suma opadów to ok. 2540 mm, a największe opady ok. 5000 mm odnotowywane są na Maxwell’s Hill . Średnia roczna suma opadów w stanie Sabah to 2030–3560 mm, natomiast w stanie Sarawak opady wynoszą 3050 mm . Szczególnie silne opady występują od listopada do marca kiedy wieje monsun północno-wschodni , który przynosi intensywne burze .
| Miesiąc                              | Sty  | Lut  | Mar  | Kwi  | Maj  | Cze  | Lip  | Sie  | Wrz  | Paź  | Lis  | Gru  | Roczna |
| ------------------------------------ | ---- | ---- | ---- | ---- | ---- | ---- | ---- | ---- | ---- | ---- | ---- | ---- | ------ |
| Rekordy maksymalnej temperatury [°C] | 31.9 | 32.8 | 33.1 | 33.0 | 32.8 | 32.5 | 32.1 | 32.2 | 31.9 | 31.8 | 31.4 | 31.5 | 32,3   |
| Rekordy minimalnej temperatury [°C]  | 22.1 | 22.3 | 22.8 | 23.4 | 23.1 | 23.1 | 22.7 | 22.7 | 22.7 | 22.9 | 22.9 | 22.5 | 22,8   |
| Opady [mm]                           | 163  | 145  | 218  | 285  | 184  | 127  | 129  | 146  | 192  | 272  | 275  | 230  | 2366   |
| Wilgotność [%]                       | 82   | 80   | 82   | 85   | 84   | 83   | 83   | 82   | 83   | 85   | 86   | 85   | 83     |
| Źródło: wetterkontor.de 2021-08-11   |      |      |      |      |      |      |      |      |      |      |      |      |        |

## Wody
Z racji obfitych opadów deszczu sieć rzeczna w Malezji jest gęsta i zasobna w wodę . Główne rzeki kraju to: na Półwyspie Malajskim – Sungai Pahang (434 km długości ), uchodząca do Morza Południowochińskiego i Sungai Perak uchodząca do cieśniny Malakka, a na Borneo – Batang Rajang (563 km ) .
Wody rzek zasilane są przez obfite opady, które często powodują powodzie, szczególnie na terenach przekształconych przez górnictwo i rolnictwo .

## Gleby
W Malezji występują głównie gleby tropikalne, cechujące się niską ilością składników odżywczych i małą zawartością próchnicy  – czerwonoziemy i lateryty . Wzdłuż wybrzeży występują gleby aluwialne i torfowe .

## Flora i fauna
Flora Malezji wyróżnia się szczególnie bogatą bioróżnorodnością . Występuje tu kilka tysięcy gatunków roślin – na jednym akrze lasu odnotowano 100 różnych gatunków drzew . Świat zwierząt jest też bardzo zróżnicowany .

### Flora
Wiecznie zielone lasy tropikalne zajmują ponad 50% powierzchni kraju  – dwie piąte obszaru Malezji Zachodniej i dwie trzecie Malezji Wschodniej . Wyższe partie porasta las mglisty . W lasach występuje ok. 3 tys. gatunków drzew . Głównym ich zagrożeniem jest masowy wyrąb, głównie pod tereny uprawne – jeszcze pod koniec lat 60. XX w. lasy zajmowały prawie 70% powierzchni kraju . Na terenach nadbrzeżnych pospolitym typem lasów są namorzyny .
W lasach Malezji rośnie m.in. bukietnica Arnolda, która posiada największy kwiat w świecie roślin, oraz wiele gatunków mięsożernych dzbaneczników (Nepenthes) .

### Fauna
Świat zwierząt jest typowy dla Regionu Sundajskiego. Do dużych ssaków żyjących w Malezji należą: słonie, nosorożce, tapiry, tygrysy i gaury . Do naczelnych należą gibony, a także orangutany. W Malezji znajduje się największe skupisko orangutanów, żyjącym w rezerwacie Sepilok . Liczne są także gatunki gadów, gdzie oprócz krokdyli i węży, w tym jadowitych, żyją jaszczurki . Ze względu na klimat liczne są owady, zwłaszcza moskity i jadowite gatunki pająków.
Na plażach wschodniego wybrzeża gniazdują żółwie jadalne i żółwie skórzaste .

### Ochrona środowiska
Wiele terenów objętych jest ochroną w parkach narodowych – do największych parków zaliczają się: Park Narodowy Kinabalu, Park Narodowy Nar Niach i Taman Negara . Na terenie Malezji znajduje się również największy na świecie rezerwat orangutanów – Sepilok w Malezji Wschodniej .

## Demografia
Liczba ludności Malezji szacowana jest w 2021 roku na 33 519 406 milionów . Ludność jest wielce zróżnicowana pod względem etnicznym, kulturowym, językowym i religijnym . Większość Malezyjczyków mieszka na Półwyspie Malajskim .
62,5% populacji to rdzenni mieszkańcy – Bumiputera, 20,6% to Chińczycy, 6,2% – hindusi, 0.9% jest innego pochodzenia etnicznego (dane szacunkowe na 2019 rok) .
Językiem urzędowym jest język malezyjski, ponadto w powszechnym użyciu są języki: chiński, tamilski, telugu, malajalam, pendżabski i tajski . Na terenie Malezji używane są w sumie 134 języki, w tym 112 języków rdzennej ludności – najbardziej rozpowszechnione to język iban i kadazan .
61,3% wyznaje islam, który jest religią oficjalną, 19,8% buddyzm, 9,2% chrześcijaństwo, 6,3% hinduizm, 1,3% konfucjanizm, taioizm lub inną tradycyjną religię Chin, innego wyznania jest 0,4%, 0,8% nie deklaruje wyznania a 1% go nie precyzuje (dane szacunkowe na 2010 rok) .

## Gospodarka
Malezja zaliczana jest do krajów rozwijających się , o wysokim tempie rozwoju gospodarczego . Jeszcze w latach 60. XX w. gospodarka Malezji opierała się na eksporcie surowców – przede wszystkim kauczuku i cyny, które stanowiły 85% eksportu . W Malezji występują największe na świecie złoża rud cyny – ok. 20% zasobów światowych, obfite złoża ropy naftowej oraz gazu ziemnego na Morzu Południowochińskim  .
W latach 70. i 80. XX w. nastąpił szybki rozwój przemysłu przetwórczego nastawionego na eksport, głównie dzięki kapitałowi zagranicznemu i taniej sile roboczej . Malezja pozostaje jednym z największych producentów kauczuku, oleju palmowego, ropy naftowej i gazu, oraz drewna . Jednocześnie rozwinęła przemysł elektroniczny, chemiczny i tekstylny . Rozwijany jest też sektor usług, m.in. finansowych .